# Borozenśke
Borozenśke (ukr. Борозенське) – wieś na Ukrainie, w obwodzie chersońskim, w rejonie berysławskim. W 2001 liczyła 2024 mieszkańców, spośród których 1900 posługiwało się językiem ukraińskim, 108 rosyjskim, 5 mołdawskim, 2 bułgarskim, 6 białoruskim, 2 niemieckim, a 1 innym.